# Systemwalker
Systemwalker（システムウォーカー）は、Interstage、Symfoware Serverと並ぶ、富士通3大ミドルウェアのひとつで、Interstageがシステム構築、Symfowareがデータベースソリューションに対して、Systemwalkerは運用管理を主に行う製品群である。

## 歴史
1995年に日本初の統合運用管理製品である「MpWalker/JM」という製品名として発売されたが、その後、「SystemWalker」という製品名となり、3大ブランド名の統一のため「Systemwalker」という現在の名前となっている。
サーバの運用管理だけでなく、Systemwalker Desktopシリーズの製品ではパソコン向けのセキュリティ管理の製品も提供する。

## 製品
Systemwalkerブランドの製品は、以下の通りである。
- ライフサイクル管理
  - Systemwalker Centric Manager
- ジョブ管理
  - Systemwalker Operation Manager
- 性能管理
  - Systemwalker Service Quality Coordinator
- 運用自動化
  - Systemwalker Runbook Automation
- セキュリティ管理
  - Systemwalker Desktop Patrol
  - Systemwalker Desktop Keeper
  - Systemwalker PKI Manager
- ネットワーク管理
  - Systemwalker Network Manager
- インシデント・問題管理
  - Systemwalker IT Service Management
- 変更・構成管理
  - Systemwalker Software Configuration Manager

## 特徴
Systemwalker Centric Managerを利用してシステム全体のライフサイクルを管理し、システム要件に合わせてその他のSystemwalker製品を導入する使い方が一般的である。
システムが正常に稼働しているか監視する場合、何をどのように監視するかを監視ポリシーに定義し、監視対象に対して監視ポリシーを配付することで監視がはじまる。

## 名称
「Systemwalker」の名称の由来は、統合運用管理製品として、システム全体を管理するという意味である。

## 競合製品
- Tivoli：IBM
- JP1：日立製作所
- WebSAM：NEC
- 千手：野村総合研究所
- OpenView：ヒューレット・パッカード(HP)
- Hinemos : NTTデータ